# Marcus Porcius Cato (consul en -118)
Pour les articles homonymes, voir Porcius Cato.
Marcus Porcius Cato est un homme politique de la République romaine, consul en 118 av. J.-C., année de son décès.

## Famille
Il est le fils aîné de Marcus Porcius Cato Licinianus, juriste reconnu, et le petit-fils du célèbre consul et censeur Caton l'Ancien,.
Il a un frère, Caius Porcius Cato, consul en 114 av. J.-C.

## Biographie
Il est préteur au plus tard en 121 selon les dispositions de la lex Villia.
En 118, il est consul avec Quintus Marcius Rex,. Il est allé en Afrique, peut-être pour régler le différend entre les héritiers du roi Micipsa de Numidie : Hiempsal, Adherbal et Jugurtha,, mais Cato meurt pendant son consulat,.
Caton est un orateur puissant. Il laisse quelques discours posthumes, qui sont conservés pendant un certain temps.